# Épargne collective
Par épargne collective, on entend l'ensemble des mécanismes d'épargne constitué au sein de l'entreprise et présentant des avantages fiscaux et sociaux.  

## Concept
L'épargne collective intègre à la fois l'épargne salariale (plan d'épargne d'entreprise, épargne retraite, intéressement, participation…), et les plans de retraite supplémentaire (articles 83 ou à cotisations définies, articles 39 ou à prestations définies…). Les cotisations sociales en prévision de la retraite sont une forme d'épargne collective. 
L'épargne collective présente un effet psychologique, car la mise en commun du fait d'épargner incite à épargner.  
Les OPCVM comme les SICAV et les fonds communs de placement sont des outils d'épargne collective. Ils permettent en même temps de diversifier les investissements et donc de limiter les risques. L'épargne collective est un filet de sécurité sociale pour les individus. 
Le terme d'épargne collective prend parfois la signification de l'intégralité de l'épargne d'un pays ou d'une communauté, quand bien même elle n'est pas mise en commun à proprement parler. 

## Histoire
Le terme est utilisé dès le XIXe siècle. Un ouvrage dédié au concept, appelé De l'épargne collective en cas de survie, est publié en France en 1846.  
Les années 1990 voient l'accélération de la création de produits d'épargne collective dans les entreprises, pour les salariés.  